# Рачков, Андрей Константинович
Андрей Константинович Рачков (род. 6 июня 1951 года, Рязань) — российский фармаколог. Доктор медицинских наук (1990), профессор (1991), являлся им, в частности, в ТулГУ. Заслуженный деятель науки РФ (2002).

## Биография
Окончил с отличием лечебный факультет Рязанского медицинского института имени академика И. П. Павлова (1974) и затем очную аспирантуре при кафедре фармакологии того же института (1977). С того же года после защиты дисс. — канд. мед. наук и начал работать ассистентом той же кафедры, на кот. проработал 18 лет, в 1989—1991 гг. вр. и. о. зав. кафедрой. В 1989 г. защитил докторскую диссертацию, утвержден ВАК в 1990 году.
С 1991 по 1994 г. профессор кафедры основ ветеринарии Рязанской государственной сельскохозяйственной академии.
В 1994—1995 гг. с. н. с. кафедры фармакологии и молекулярной радиобиологии РГМУ (г. Москва).
С 1994 по 2000 год являлся членом диссертационных советов при Рязанском госмедуниверситете и Тульском госуниверситете.
С 1996 года руководил лабораторией «Лекарственные формы и клиническая фармакология» в НИИ новых медицинских технологий М3 РФ (г. Тула).
Являлся профессором кафедры медико-биологических дисциплин медицинского факультета ТулГУ, НИИ фармации (г. Москва), кафедры апитерапии ФГОУ ДПОС "Академия пчеловодства" (г. Рыбное Рязанской обл.), создатель последней.
Заместитель директора по научной работе ООО фирмы «Биокор» (г. Пенза).
Подготовил 21 кандидата наук и 7 докторов наук.
Академик РАЕН, член-корреспондент РАЕ.
Создал и запатентовал композиционный препарат на основе спиртового экстракта личинок восковой моли «Бальзам Доктора Рачкова», а также участвовал в создании на основе цветочной пыльцы, витаминов Е и С и экстракта корней элеутерококка препарата "Элтон".
Пять государственных наград, медаль «Ветеран труда», знак «Отличник здравоохранения» (СССР), международный орден за «Труд и усердие»[уточнить].
Автор 688 публикаций, в частности работ по апитерапии, 5 монографий, 20 учебных пособий. Имеет 18 патентов и свидетельств на изобретения.

## Работы
- Рачков А. К. Фармакологическая библиотека спортсмена. Рязань, 1993. С. 210.
- Рачков А. К. Продукты пчеловодства и апитерапия. Рязань, 1993. С. 120.
- Рачков А. К., Иваное Е. С. Апитерапия. Рязань, 1995. С. 134.
- Рачков А. К. Апитерапия. Лечение продуктами пчеловодства: учебное пособие для подготовки пчеловодов и врачей / Рачков А.К., Иванов Е.С., Зенухина Н.З. М., Рязань: Акад. Пчеловодства, 1995. - 116 с.
- Рачков А. К., Иванов Е. С., Садовников Ю. А. Пчелиный яд и здоровье человека. М., 1995. C. 124.
- Рачков А. К. Апитерапия: пособие для врачей / А. К. Рачков, М. А. Рачкова. — Рязань, 2003. — 250 с.
- Рачков А.К. Фармакологическая библиотека спортсмена. – Рязань, 2003. –  190 с.
- Рачков А. К., Никулин А. А. Кровеносные сосуды. Тула. 2006. С. 360.